# 宮野恭輔
宮野 恭輔（みやの きょうすけ、1992年8月7日 - ）は日本のピアニストである。

## 経歴[1]
秋田県秋田市生まれ。秋田県立秋田中央高等学校を経て、桐朋学園大学音楽学部音楽学科ピアノ専攻科を卒業した。2015年4月に桐朋学園大学大学院音楽研究科に入学。2016年イタリア国立ポルツゥアーノ音楽院入学。2018年10月イタリア国立ポルツァーノ音楽院大学院修士課程に首席入学。山崎圭子、須田眞美子、ジョルジア・アレッサンドラ・ブルスティアに師事。「ボルツァーノピアノフェスティバル･ショパン賞」「第11回フランチェスコ･モスカート国際音楽コンクール･第２位」などを受賞。

## 主な演奏歴[2]
- 第13回秋田県青少年音楽コンクールピアノ部門 グランプリ
- 第24回日本クラシック音楽コンクール全国大会 ピアノ部門 大学男子の部 最高位
- 第1回カワイ音楽コンクールピアノ部門Sコースの部 金賞
- 第6回桐朋ピアノコンペティション 第1位
- ボルツァーノピアノフェスティバル ショパン賞
- 第62回ブゾーニ国際ピアノコンクール に出場
- 第11回フランチェスコ･モスカート(Francesco Moscato)国際音楽コンクール 第2位

## DVD
- 2019年：宮野恭輔 ピアノリサイタル「ヨーロッパの風を、ふるさとに」[1]

## 参考
- 宮野恭輔 official site